# Ferdinando Colonna di Stigliano, II principe di Stigliano
Ferdinando Colonna di Stigliano, II principe di Stigliano (Napoli, 16 giugno 1785 – Napoli, 12 ottobre 1834), è stato un diplomatico italiano.

## Biografia
Nato a Napoli nel 1785, Ferdinando era figlio di Andrea Colonna di Stigliano, I principe di Stigliano (già IV principe di Sonnino), e di sua moglie Cecilia Ruffo di Sant'Antimo.
Crebbe nella capitale del Regno di Napoli durante i tumultuosi anni della rivoluzione e della repubblica partenopea, seguendo le fortune del padre nel destreggiarsi con la successione del governo borbonico prima e francese poi. 
Sfruttando la posizione influente di suo padre, nel 1807 venne nominato Ciambellano alla corte del re di Napoli, ottenendo il cavalierato di Gran Croce dell'Ordine delle Due Sicilie dall'anno successivo. Gioacchino Murat lo nominò Capitano delle Regie Cacce ed Ufficiale d'Ordinanza nel 1813. 
Nel 1814 ottenne il prestigiosissimo incarico di ambasciatore del regno delle Due Sicilie a Parigi e nel 1815 ottenne il medesimo incarico presso la corte di Vienna, incarico quest'ultimo che gli permise in parte di assistere ai lavori del Congresso di Vienna e di ottenere la restaurazione del regno napoletano ai Borbone. Ferdinando IV, restaurato al suo trono, lo nominò nel 1820 colonnello della Guardia Regia dopo la morte di suo padre ed in quello stesso anno egli venne chiamato a succedergli al titolo di principe di Sonnino.
Morì a Napoli nel 1834.

## Matrimonio e figli
A Napoli il 20 novembre 1806, Ferdinando sposò Giovanna Doria (1790 - 1817), figlia del marchese Marcantonio, IX principe d'Angri e di sua moglie, Teresa Doria del Carretto dei principi di Avella. Da questo matrimonio nacquero i seguenti figli:
- Marcantonio[1] (1808 - 1890), III principe di Stigliano, sposò Cecilia Mastrilli dei duchi di Gallo, sua cugina; senza eredi.
- Gioacchino[1] (1809 - 1900), IV principe di Stigliano, sposò Amalia Acquaviva d'Aragona d'Atri e in seconde nozze si risposò con Cecilia Colonna dei Principi di Stigliano; anche lui senza figli.

Dopo la morte della prima moglie, si risposò a Napoli il 4 giugno 1819 con la sorella della defunta consorte, Anna Doria, già vedova di Michele Dentice, II principe di San Vito e Crucoli. Da questo matrimonio nacquero i seguenti figli:
- Andrea Colonna di Stigliano[1] (1820 - 1872), senatore del Regno d’Italia e sindaco di Napoli nel 1860, nel periodo del Governo Dittatoriale Garibaldino; sposò Celeste Isidori e continuò la discendenza dei principi di Stigliano.

## Albero genealogico
|                                                           |                                     |                                                         | Genitori                                             |  |  | Nonni |  |  | Bisnonni                                                |  |  | Trisnonni                                            |  |
|                                                           |                                     |                                                         |                                                      |  |  |       |  |  | Ferdinando Colonna di Stigliano, II principe di Sonnino |  |  | Giuliano Colonna di Stigliano, I principe di Sonnino |  |
|                                                           |                                     |                                                         |                                                      |  |  |       |  |  | Ferdinando Colonna di Stigliano, II principe di Sonnino |  |  | Giuliano Colonna di Stigliano, I principe di Sonnino |  |
|                                                           |                                     | Giovanna van den Eynde                                  |                                                      |  |  |       |  |  | Ferdinando Colonna di Stigliano, II principe di Sonnino |  |  |                                                      |  |
| Marcantonio Colonna di Stigliano, III principe di Sonnino |                                     |                                                         |                                                      |  |  |       |  |  | Ferdinando Colonna di Stigliano, II principe di Sonnino |  |  |                                                      |  |
|                                                           |                                     | Luisa Caracciolo                                        | Carmine Niccolò Caracciolo, V principe di Santobuono |  |  |       |  |  |                                                         |  |  |                                                      |  |
|                                                           |                                     | Luisa Caracciolo                                        | Carmine Niccolò Caracciolo, V principe di Santobuono |  |  |       |  |  |                                                         |  |  |                                                      |  |
|                                                           |                                     | Luisa Caracciolo                                        | Giovanna Costanza Ruffo di Bagnara                   |  |  |       |  |  |                                                         |  |  |                                                      |  |
| Andrea Colonna di Stigliano, I principe di Stigliano      |                                     | Luisa Caracciolo                                        |                                                      |  |  |       |  |  |                                                         |  |  |                                                      |  |
|                                                           |                                     | Andrea d'Avalos d'Aquino d'Aragona, VII duca di Celenza | Giovanni d'Avalos, principe di Montesarchio          |  |  |       |  |  |                                                         |  |  |                                                      |  |
|                                                           |                                     | Andrea d'Avalos d'Aquino d'Aragona, VII duca di Celenza | Giovanni d'Avalos, principe di Montesarchio          |  |  |       |  |  |                                                         |  |  |                                                      |  |
|                                                           |                                     | Andrea d'Avalos d'Aquino d'Aragona, VII duca di Celenza | Giulia d'Avalos d'Aquino                             |  |  |       |  |  |                                                         |  |  |                                                      |  |
| Giulia d'Avalos d'Aquino d'Aragona                        |                                     | Andrea d'Avalos d'Aquino d'Aragona, VII duca di Celenza |                                                      |  |  |       |  |  |                                                         |  |  |                                                      |  |
|                                                           |                                     | Beatrice Cosima Antonia Caracciolo                      | Giovanni Carraciolo, VI duca di Celenza              |  |  |       |  |  |                                                         |  |  |                                                      |  |
|                                                           |                                     | Beatrice Cosima Antonia Caracciolo                      | Giovanni Carraciolo, VI duca di Celenza              |  |  |       |  |  |                                                         |  |  |                                                      |  |
|                                                           |                                     | Beatrice Cosima Antonia Caracciolo                      | Porzia Caracciolo                                    |  |  |       |  |  |                                                         |  |  |                                                      |  |
| Ferdinando Colonna di Stigliano, II principe di Stigliano |                                     | Beatrice Cosima Antonia Caracciolo                      |                                                      |  |  |       |  |  |                                                         |  |  |                                                      |  |
|                                                           | Francesco Ruffo, VI duca di Bagnara | Carlo Ruffo, V duca di Bagnara                          |                                                      |  |  |       |  |  |                                                         |  |  |                                                      |  |
|                                                           | Francesco Ruffo, VI duca di Bagnara | Carlo Ruffo, V duca di Bagnara                          |                                                      |  |  |       |  |  |                                                         |  |  |                                                      |  |
|                                                           | Francesco Ruffo, VI duca di Bagnara | Anna Maria Ruffo                                        |                                                      |  |  |       |  |  |                                                         |  |  |                                                      |  |
| Carlo Ruffo, V principe di Sant'Antimo                    | Francesco Ruffo, VI duca di Bagnara |                                                         |                                                      |  |  |       |  |  |                                                         |  |  |                                                      |  |
|                                                           |                                     | Ippolita d'Avalos                                       | Niccolò d'Avalos, VI principe di Troia               |  |  |       |  |  |                                                         |  |  |                                                      |  |
|                                                           |                                     | Ippolita d'Avalos                                       | Niccolò d'Avalos, VI principe di Troia               |  |  |       |  |  |                                                         |  |  |                                                      |  |
|                                                           |                                     | Ippolita d'Avalos                                       | Giovanna Caracciolo                                  |  |  |       |  |  |                                                         |  |  |                                                      |  |
| Cecilia Ruffo di Sant'Antimo                              |                                     | Ippolita d'Avalos                                       |                                                      |  |  |       |  |  |                                                         |  |  |                                                      |  |
|                                                           |                                     | Troiano Cavaniglia, VI duca di San Giovanni Rotondo     | Carlo Cavaniglia, V duca di San Giovanni Rotondo     |  |  |       |  |  |                                                         |  |  |                                                      |  |
|                                                           |                                     | Troiano Cavaniglia, VI duca di San Giovanni Rotondo     | Carlo Cavaniglia, V duca di San Giovanni Rotondo     |  |  |       |  |  |                                                         |  |  |                                                      |  |
|                                                           |                                     | Troiano Cavaniglia, VI duca di San Giovanni Rotondo     | Eleonora Sforza                                      |  |  |       |  |  |                                                         |  |  |                                                      |  |
| Anna Cavaniglia di San Giovanni Rotondo                   |                                     | Troiano Cavaniglia, VI duca di San Giovanni Rotondo     |                                                      |  |  |       |  |  |                                                         |  |  |                                                      |  |
|                                                           |                                     | Cecilia de Ponte                                        | Giuseppe da Ponte, III duca di Flumeri               |  |  |       |  |  |                                                         |  |  |                                                      |  |
|                                                           |                                     | Cecilia de Ponte                                        | Giuseppe da Ponte, III duca di Flumeri               |  |  |       |  |  |                                                         |  |  |                                                      |  |
|                                                           |                                     | Cecilia de Ponte                                        | Francesca Violante Spinelli                          |  |  |       |  |  |                                                         |  |  |                                                      |  |
|                                                           |                                     | Cecilia de Ponte                                        |                                                      |  |  |       |  |  |                                                         |  |  |                                                      |  |